# Anacuta
Anacuta ist eine der ältesten bekannten Sorten des Kulturapfels.

## Beschreibung
Die Früchte von Anacuta sind groß mit lockerem Fruchtfleisch. Die wenig säuerlichen Früchte haben nur mäßigen Geschmack.
Der Baum wächst mittelstark ohne besondere Auffälligkeiten. Während die Laubblätter eine mittlere Anfälligkeit für Schorf und Infektionen durch Podosphaera leucotricha (Mehltau) zeigen, ist diese bei den Früchten gering.

## Herkunft
Die Sorte Anacuta wurde erstmals im 15. Jahrhundert in Italien beschrieben. Manfred Fischer vermutet, dass es die Sorte schon zur Römerzeit gab, wozu sich allerdings keine Belege finden lassen.

## Verwendung
Die Sorte Anacuta eignet sich nur für Sortensammler auf einer mittelstarken Unterlage. Der Anbau wird nicht empfohlen, da später gezüchtete Sorten auch für den Streuobstanbau bessere Eigenschaften aufweisen.